# Stand (canción de R.E.M)
«Stand» es una canción del grupo estadounidense R.E.M. lanzada como segundo sencillo de su álbum Green en 1989. La canción rápidamente ascendió en las listas, alcanzando el puesto número # 6 en el Billboard Hot 100, convirtiéndose en el segundo top 10 de R.E.M. en los Estados Unidos, el sencillo también llegó al # 1 en las listas del Mainstream Rock y Modern Rock Tracks estadounidenses. La canción alcanzó el número 48 en las listas británicas y el puesto número 16 en Canadá. 
Weird Al Yankovic parodió Stand en su álbum de 1989, UHF, como Spam
Stand se utilizó como tema de apertura en la comedia de principios de los 1990 de la cadena Fox, Get a Life protagonizada por Chris Elliott. 
La canción se incluyó en el álbum recopilatorio, 
In Time: The Best of R.E.M. 1988-2003 de R.E.M., en el año 2003

## Lista de reproducción
Todas las canciones escritas por Berry, Buck, Mills and Stipe salvo aquellas indicadas.
1st issue
7" Vinilo
1. «Stand» – 3:10
2. «Memphis Train Blues» – 1:38

12" Vinyl & 3" CD sencillo
1. «Stand» - 3:09
2. «Memphis Train Blues» - 1:37
3. «The Eleventh Untitled Song» - 3:56

"The Eleventh Untitled Song" es una versión instrumental de la undécima canción de Green
2nd issue - 
1. «Stand» - 3:09
2. «Pop Song 89» - acústico 2:56
3. «Skin Tight» - live (Ohio Players versión, escrito por Jones, Pierce, Bonner, Middlebrooks) - 2:03